# Lowrider

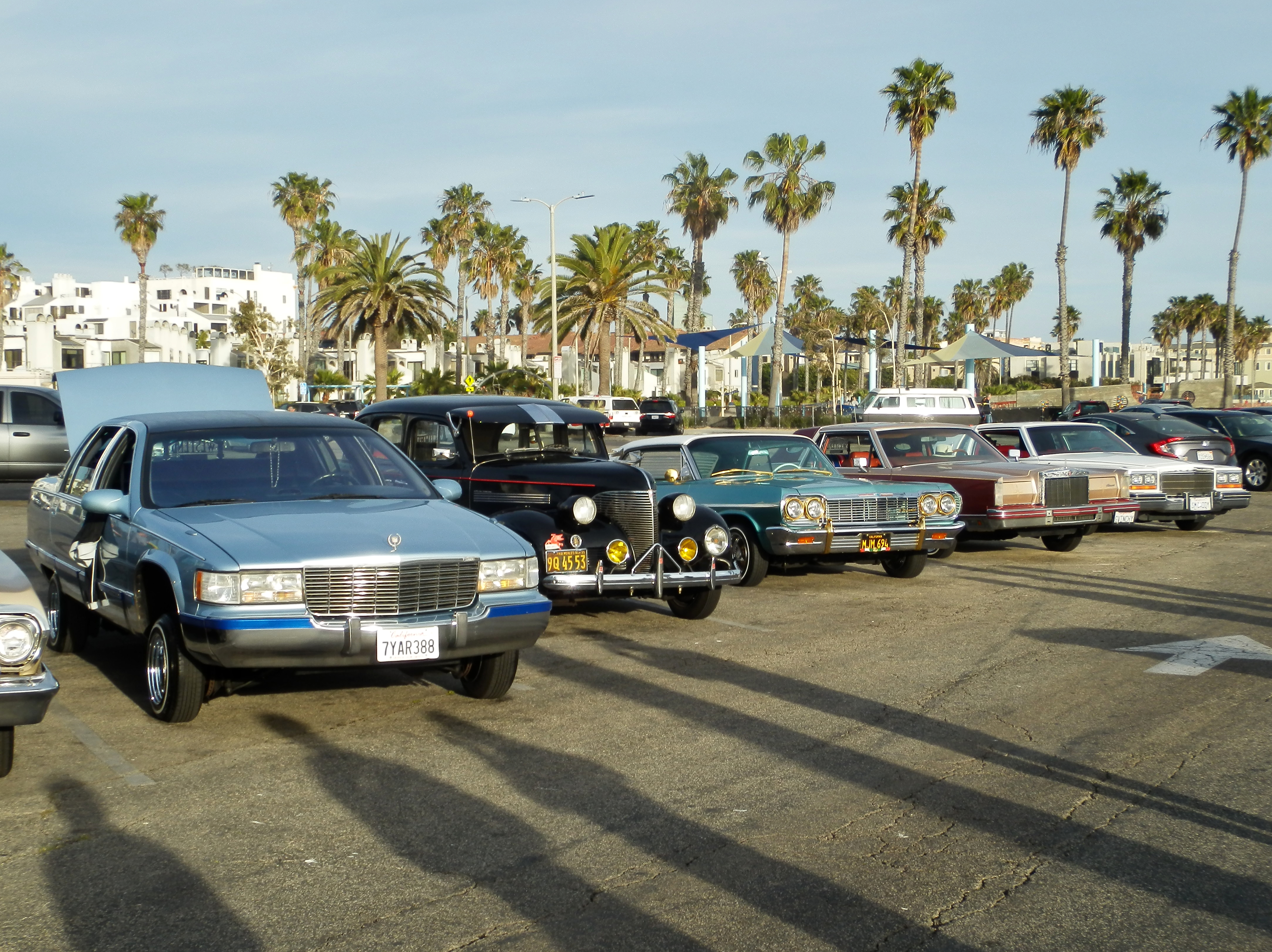
Lowridery w Santa Monica

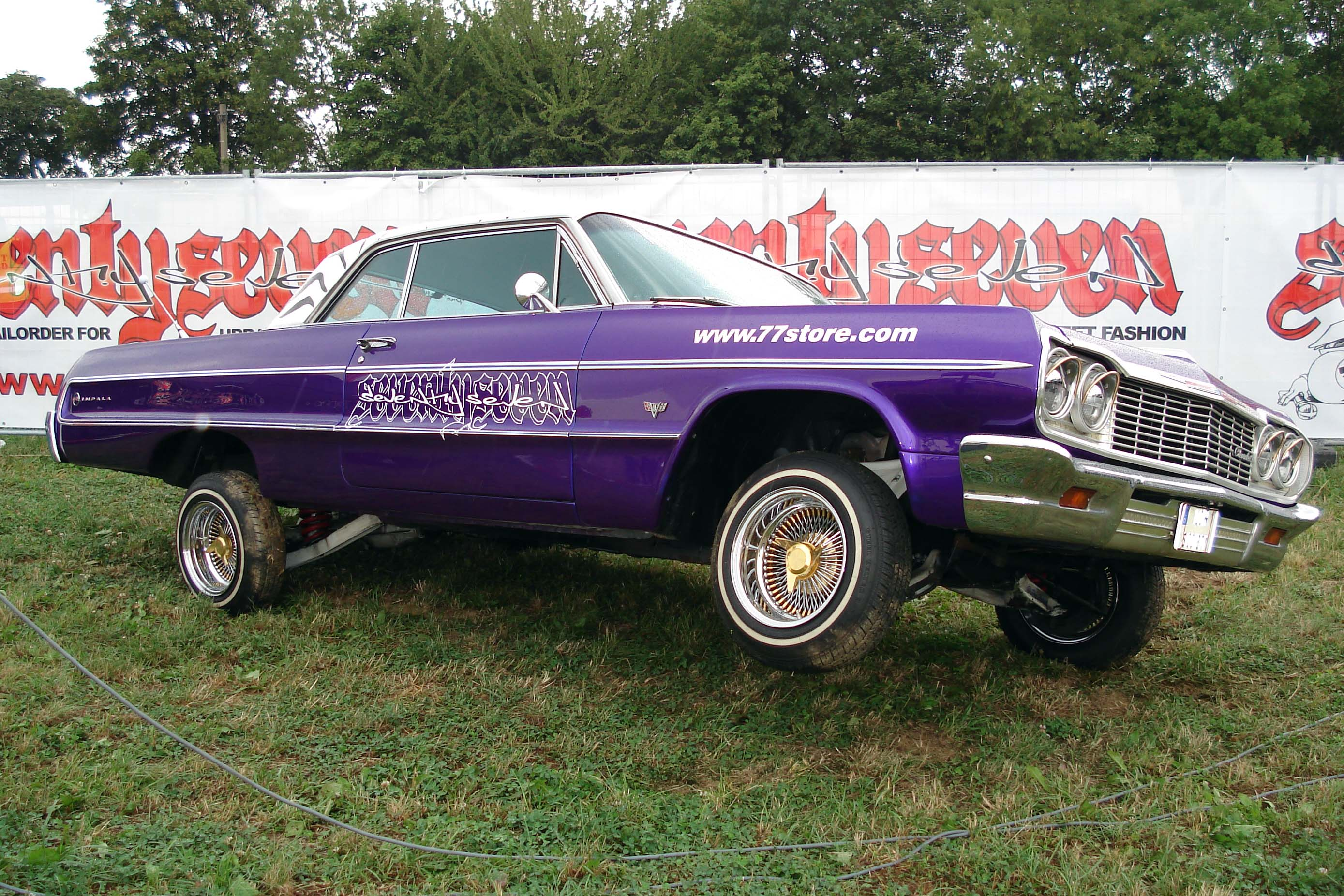
Chevrolet Impala

Lowrider (potocznie lo-lo) – samochód lub ciężarówka (np. typu pick-up) o niskim zawieszeniu posiadający zmodyfikowany system hydrauliczny. Taki układ pozwala na jak najniższe zlokalizowanie podwozia, dzięki czemu lowrider wygląda jakby sunął tuż nad ziemią. Hydraulika pojazdu umożliwia nawet „skoki”, czyli dynamiczne zastosowanie tego właśnie układu, dlatego lowridery często nazywane są „skaczącymi samochodami”. Układ ten tworzy się w taki sposób, aby było zapewnione niezależne od siebie nawzajem sterowanie zawieszeniem każdego z kół, co pozwala na uniesienie nadwozia np. tylko jednego narożnika samochodu.

## Historia
Lowridery pojawiły się w południowych stanach USA w latach 30 za sprawą meksykańskich emigrantów, którzy zmieniając wygląd samochodu chcieli pokazać swoją latynoską odrębność. Pierwsze lowridery pojawiły się w Los Angeles w 1930 roku. Z czasem zaczęły one zdobywać coraz większą popularność. Szczyt popularności przypada na lata 40, 50 i 60. Samochody tego typu stały się tematem piosenek np. Snoop Dogga i Dr. Dre – „Still D.R.E”, pojawiły się również w filmach, serialach oraz popularnej grze komputerowej Grand Theft Auto: San Andreas.

## Budowa
Oprócz wspomnianego już systemu hydraulicznego zawieszenia lowridery wyróżniają się także paroma innymi elementami.
- Styl zwany „oldschoolem” charakteryzuje się niezwykłymi kolorami nadwozia, na którym bardzo często występują również malunki, chromowanymi i nietypowymi felgami i pasami wzdłuż samochodu oraz rozbudowanym systemem audio wspomaganym najczęściej dodatkowymi subwooferami.
- Styl zwany „newschoolem” wykreował się pod koniec XX wieku i stanowi bardziej modernistyczną wersję „oldschoola”. Samochód tu posiada jeden bardzo wyrazisty kolor lakieru, a główny nacisk kładzie się na estetykę wnętrza.